# Bernard Cazeneuve
Bernard Cazeneuve (Senlis, 1963. június 2. –) francia jogász, politikus, az Ötödik Francia Köztársaság 22. miniszterelnöke.

## Pályafutása
Apja, marxista és baloldali pied-noir, Algír mellett, majd Senlisben volt tanító.
Bernard Cazeneuve a Politikai Tanulmányok Intézetében szerzett diplomát Bordeaux-ban. 1991-ben technikai tanácsadó a nemzetközi kulturális kapcsolatok államtitkárának kabinetjében, 1992-ben Alain Vivien külügyi államtitkár kabinetfőnöke. 1993-ban a tengerügyi államtitkár kabinetjének főnöke. 1997-ben Manche megye parlamenti képviselőjévé választották. 1997 és 2002 között a Francia Köztársaság Legfelsőbb Bíróságának és Közigazgatási Felsőbíróságának kinevezett bírója.
2001-ben Cherbourg-Octeville polgármesterévé választották. 2005 és 2007 között közjogászként működött. 2012. március 16. és 2013. március 19. között Jean-Marc Ayrault kormányában az Európai ügyekért felelős államtitkár, majd Jérôme Cahuzac lemondása után költségvetési államtitkár 2014. március 31-ig. 2014. április 2-án Manuel Valls kormányfő belügyminiszterré nevezte ki. Posztját Valls második kormányában is megtartotta.
Valls december 6-án lemondott, mert készült a 2017-es franciaországi elnökválasztásra. François Hollande köztársasági elnök Cazeneuve-t nevezte ki a kormány élére.
2017. július 3-án Cazeneuve bejelentette, ügyvédi pályáját August Debouzy üzleti joggal foglalkozó irodájában folytatja.

## Írásai
- Première manche 1993.
- La Politique retrouvée 1994.
- La Responsabilité du fait des produits en France et en Europe 2005.
- Karachi, l’enquête impossible 2011.

## Kapcsolódó szócikk
- Franciaország miniszterelnökeinek listája